# Lista monumentelor istorice din județul Dâmbovița - G

Simbol utilizat pentru monumentele istorice

Lista monumentelor istorice din județul Dâmbovița - G cuprinde monumentele istorice înscrise în Patrimoniul cultural național al României și aflate în localități din județul Dâmbovița al căror nume începe cu litera G.
Lista completă este menținută și actualizată periodic de către Ministerul Culturii, Cultelor și Patrimoniului Național din România, prin intermediul Institutului Național al Patrimoniului, ultima versiune datând din 2015. Această listă cuprinde și actualizările ulterioare, realizate prin ordin al ministrului culturii.
Puteți căuta un monument din județul Dâmbovița folosind formularul de mai jos sau puteți naviga prin toate monumentele din județ la lista monumentelor istorice din județul Dâmbovița.
| Cod LMI                              | Denumire | Localitate                                  | Localizare | Datare, Creatori                   | Imagine               | Erori             |
| ------------------------------------ | --- | ------------------------------------------- | --- | ---------------------------------- | --------------------- | ----------------- |
| DB-I-s-B-17046 (RAN: 67434.01)       | Așezare | sat Geangoești; comuna Dragomirești         | „Hula”, la 1 km E de capătul de N al localității și la E de poligonul gărzii naționale 44.90028°N 25.3975°E                 | Eneolitic, Cultura Gumelnița       | Încarcă foto \| video | Raportează eroare |
| DB-I-s-B-17047 (RAN: 67513.01)       | Necropolă | sat Gheboaia; comuna Finta                  | „Movila din Câmpul Budii”, la 2 km N de localitate, imediat sub dealul „Viile Românești”                                    | 1639                               | Încarcă foto \| video | Raportează eroare |
| DB-I-s-B-17048 (RAN: 68672.01)       | Așezare | localitate componentă GHIMPAȚI; oraș Răcari | „Balta Baranga”, pe malul stâng al râului Colentina, la 1 km NV de localitate și la V de Balta Baranga                      | sec. IV p. Chr., Epoca daco-romană | Încarcă foto \| video | Raportează eroare |
| DB-I-s-A-17049 (RAN: 67746.01)       | Situl medieval de la Ghirdoveni, punct „Siliște”                                                                | sat Ghirdoveni; comuna I. L. Caragiale      | „Siliște”, la V de sediul CAP, pe malul drept al pârâului Cricovul                                                          |                                    | Încarcă foto \| video | Raportează eroare |
| DB-I-m-A-17049.01 (RAN: 67746.01.01) | Biserică (ruine)                                                                                                | sat Ghirdoveni; comuna I. L. Caragiale      | „Siliște”, la V de sediul CAP, pe malul drept al pârâului Cricovul                                                          | sec. XV - XVII, Epoca medievală    | Încarcă foto \| video | Raportează eroare |
| DB-I-m-A-17049.02 (RAN: 67746.01.02) | Așezare | sat Ghirdoveni; comuna I. L. Caragiale      | „Siliște”, la V de sediul CAP, pe malul drept al pârâului Cricovul                                                          | sec. XV - XVII, Epoca medievală    | Încarcă foto \| video | Raportează eroare |
| DB-I-m-A-17049.03 (RAN: 67746.01.03) | Cimitir | sat Ghirdoveni; comuna I. L. Caragiale      | „Siliște”, la V de sediul CAP, pe malul drept al pârâului Cricovul                                                          | sec. XV - XVII, Epoca medievală    | Încarcă foto \| video | Raportează eroare |
| DB-I-s-B-17050 (RAN: 67531.01)       | Așezare | sat Glodeni; comuna Glodeni                 | „Poiana lui Solomon”, pe stânga pârâului Slănic, la jumătatea drumului între Glodeni și Gorgota și la 3 km SE de localitate | sec. XIV - XIX                     | Încarcă foto \| video | Raportează eroare |
| DB-I-s-A-17051 (RAN: 65459.01)       | Necropolă tumulară                                                                                              | sat Gorgota; comuna Răzvad                  | „La Cazan”, la 1 km E de localitate, pe un platou folosit ca pășune                                                         | Epoca bronzului timpuriu           | Încarcă foto \| video | Raportează eroare |
| DB-I-s-B-17052 (RAN: 66232.01)       | Situl arheologic de la Gura Bărbulețului, punct „Dealul Călugărului”                                            | sat Gura Bărbulețului; comuna Bărbulețu     | „Dealul Călugărului” sau „La Haldă”, în centrul satului, la confluența pâraielor Râul Alb și Bărbulețu                      |                                    | Încarcă foto \| video | Raportează eroare |
| DB-I-m-B-17052.01 (RAN: 66232.01.01) | Ruine schit | sat Gura Bărbulețului; comuna Bărbulețu     | „Dealul Călugărului” sau „La Haldă”, în centrul satului, la confluența pâraielor Râul Alb și Bărbulețu                      | sec. XVI, Epoca medievală          | Încarcă foto \| video | Raportează eroare |
| DB-I-m-B-17052.02 (RAN: 66232.01.02) | Cimitir | sat Gura Bărbulețului; comuna Bărbulețu     | „Dealul Călugărului” sau „La Haldă”, în centrul satului, la confluența pâraielor Râul Alb și Bărbulețu                      | sec. XVI, Epoca medievală          | Încarcă foto \| video | Raportează eroare |
| DB-I-s-B-17053 (RAN: 67602.01)       | Situl arheologic de la Gura Ocniței, punct „Podul Slănic”                                                       | sat Gura Ocniței; comuna Gura Ocniței       | „Podul Slănic”, la SE de localitate, la N de DJ Răzvad-Moreni                                                               |                                    | Încarcă foto \| video | Raportează eroare |
| DB-I-m-B-17053.01                    | Așezare | sat Gura Ocniței; comuna Gura Ocniței       | „Podul Slănic”, la SE de localitate, la N de DJ Răzvad - Moreni                                                             | Epoca migrațiilor                  | Încarcă foto \| video | Raportează eroare |
| DB-I-m-B-17053.02                    | Cimitir | sat Gura Ocniței; comuna Gura Ocniței       | „Podul Slănic”, la SE de localitate, la N de DJ Răzvad-Moreni                                                               | sec. XV - XVII, Epoca medievală    | Încarcă foto \| video | Raportează eroare |
| DB-II-m-B-17493 (RAN: 65690.03)      | Biserica „Sf. Nicolae”                                                                                          | oraș Găești                                 | Str. 1 Decembrie 1918 109 44.7215°N 25.3329°E                                                                               | 1812                               |                       | Raportează eroare |
| DB-II-m-B-17494 (RAN: 65690.02)      | Biserica „Sf. Ilie”                                                                                             | oraș Găești                                 | Str. 13 Decembrie 15 A, în cimitir                                                                                          | 1780                               | Încarcă foto \| video | Raportează eroare |
| DB-II-m-B-17495                      | Casa Ciubuc, fostă primărie                                                                                     | oraș Găești                                 | Str. 13 Decembrie 1 44.7202°N 25.3188°E                                                                                     | înc. sec. XX                       |                       | Raportează eroare |
| DB-II-m-B-17496                      | Casă | oraș Găești                                 | Str. 13 Decembrie 8 44.7203°N 25.31891°E                                                                                    | sec. XIX                           |                       | Raportează eroare |
| DB-II-m-B-17497                      | Conacul Grigore Olănescu                                                                                        | oraș Găești                                 | Str. 13 Decembrie 10 44.7195°N 25.3192°E                                                                                    | 1890                               |                       | Raportează eroare |
| DB-II-m-B-17505                      | Biserica „Sf. Treime”                                                                                           | oraș Găești                                 | Str. Mihăilescu Ștefan 26                                                                                                   | 1823                               | Încarcă foto \| video | Raportează eroare |
| DB-II-m-B-17499                      | Liceul Agricol                                                                                                  | oraș Găești                                 | Str. Argeșului 2 | 1901                               | Încarcă foto \| video | Raportează eroare |
| DB-II-m-B-17501                      | Casă cu farmacie                                                                                                | oraș Găești                                 | Str. Cioculescu Șerban 2 44.72°N 25.3177°E                                                                                  | 1901                               |                       | Raportează eroare |
| DB-II-m-B-17502                      | Depozitul S.N. T. R. „Tutunul Românesc”                                                                         | oraș Găești                                 | Str. Cioculescu Șerban 38 44.7124°N 25.3096°E                                                                               | înc. sec. XX                       |                       | Raportează eroare |
| DB-II-m-B-17500                      | Casa Olănescu, azi Clubul Copiilor                                                                              | oraș Găești                                 | Str. Liniștii | sec. XIX                           | Încarcă foto \| video | Raportează eroare |
| DB-II-m-A-17506 (RAN: 65690.01)      | Biserica „Intrarea în Biserică”-Cioflec                                                                         | oraș Găești                                 | Str. Popa Șapcă 13, în cimitir                                                                                              | 1776                               | Încarcă foto \| video | Raportează eroare |
| DB-II-m-B-17503                      | Casă | oraș Găești                                 | Str. Streinu Vladimir 4 | sec. XX                            | Încarcă foto \| video | Raportează eroare |
| DB-II-m-B-17504                      | Restaurantul „Doi Tei”                                                                                          | oraș Găești                                 | Str. Streinu Vladimir 8 | sec. XX                            | Încarcă foto \| video | Raportează eroare |
| DB-II-m-B-17507                      | Biserica „Duminica Tuturor Sfinților”, „Sf. Filofteia”, „Sf. Nicolae”, „Sf. Ioan Botezătorul”, „Sf. Haralambie” | sat Gemenea-Brătulești; comuna Voinești     | Str. Valea Mare 428 | 1868                               | Încarcă foto \| video | Raportează eroare |
| DB-II-a-B-17510                      | Ansamblul bisericii „Sf. Dumitru”, „Cuvioasa Paraschiva”                                                        | sat Gheboaia; comuna Finta                  | Str. Bisericii 514 bis | 1856                               | Încarcă foto \| video | Raportează eroare |
| DB-II-m-B-17510.01                   | Biserica „Sf. Dumitru”, „Cuvioasa Paraschiva”                                                                   | sat Gheboaia; comuna Finta                  | Str. Bisericii 514 bis | 1856                               | Încarcă foto \| video | Raportează eroare |
| DB-II-m-B-17510.02                   | Turn clopotniță                                                                                                 | sat Gheboaia; comuna Finta                  | Str. Bisericii 514 bis | 1919                               | Încarcă foto \| video | Raportează eroare |
| DB-II-m-B-17511                      | Casa Ioana D. Marin                                                                                             | sat Gheboaia; comuna Finta                  | Str. Bisericii | 1910                               | Încarcă foto \| video | Raportează eroare |
| DB-II-m-B-17512                      | Cârciumă | sat Gheboaia; comuna Finta                  | Str. Principală 208, pe Linia Greculeștilor                                                                                 | 1925                               | Încarcă foto \| video | Raportează eroare |
| DB-II-m-B-17513                      | Casa Leana Gheorghe                                                                                             | sat Gheboaia; comuna Finta                  | Str. Pădurii 374 | 1910                               | Încarcă foto \| video | Raportează eroare |
| DB-II-m-B-17514                      | Casa Ion Dănilă                                                                                                 | sat Gheboaia; comuna Finta                  | Str. Principală 131 | 1900                               | Încarcă foto \| video | Raportează eroare |
| DB-II-m-B-17515                      | Biserica „Adormirea Maicii Domnului”, „Sf. Gheorghe”                                                            | sat Gheboieni; comuna Tătărani              | 804 | 1820                               | Încarcă foto \| video | Raportează eroare |
| DB-II-a-A-17516                      | Ansamblul Conacului familiei Ion Ghica                                                                          | localitate componentă Ghergani; oraș Răcari | DN71 44.63873°N 25.72428°E                                                                                                  | a doua jum. a sec. XIX             | Încarcă foto \| video | Raportează eroare |
| DB-II-m-A-17516.01                   | Conacul Ion Ghica                                                                                               | localitate componentă Ghergani; oraș Răcari | DN71 | a doua jum. a sec. XIX             | Încarcă foto \| video | Raportează eroare |
| DB-II-m-A-17516.02                   | Capela familiei Ion Ghica                                                                                       | localitate componentă Ghergani; oraș Răcari | DN71 | 1869                               | Încarcă foto \| video | Raportează eroare |
| DB-II-m-A-17516.03                   | Parc | localitate componentă Ghergani; oraș Răcari | DN71 | a doua jum. a sec. XIX             | Încarcă foto \| video | Raportează eroare |
| DB-II-m-A-17516.04                   | Zidul de incintă                                                                                                | localitate componentă Ghergani; oraș Răcari | DN71 | a doua jum. a sec. XIX             | Încarcă foto \| video | Raportează eroare |
| DB-II-m-B-17517 (RAN: 68672.02)      | Biserica „Sf. Nicolae”                                                                                          | localitate componentă GHIMPAȚI; oraș Răcari | | 1772                               | Încarcă foto \| video | Raportează eroare |
| DB-II-m-B-17518 (RAN: 68823.01)      | Biserica „Adormirea Maicii Domnului”                                                                            | sat Ghinești; comuna Sălcioara              | | 1761                               | Încarcă foto \| video | Raportează eroare |
| DB-II-m-B-17519                      | Biserica „Sf. Nicolae”, „Sf. Paraschiva”                                                                        | sat Glodeni; comuna Glodeni                 | Str. Bisericii 4 | 1868                               | Încarcă foto \| video | Raportează eroare |
| DB-II-a-A-17520 (RAN: 65459.03)      | Mănăstirea Gorgota                                                                                              | sat Gorgota; comuna Răzvad                  | | sec. XVI - XVII                    | Încarcă foto \| video | Raportează eroare |
| DB-II-m-A-17520.01                   | Biserica „Schimbarea la Față”                                                                                   | sat Gorgota; comuna Răzvad                  | | 1554-1557                          | Încarcă foto \| video | Raportează eroare |
| DB-II-m-A-17520.02                   | Ruinele caselor egumenești                                                                                      | sat Gorgota; comuna Răzvad                  | | sec. XVI - XVII                    | Încarcă foto \| video | Raportează eroare |
| DB-II-m-A-17520.03                   | Zid de incintă                                                                                                  | sat Gorgota; comuna Răzvad                  | | sec. XVI - XVII                    | Încarcă foto \| video | Raportează eroare |
| DB-II-m-B-17521                      | Biserica „Sf. Nicolae”                                                                                          | sat Greci; comuna Petrești                  | | sec. XIX                           | Încarcă foto \| video | Raportează eroare |
| DB-II-m-B-17522                      | Biserica „Adormirea Maicii Domnului”                                                                            | sat Gura Bărbulețului; comuna Bărbulețu     | | 1885-1886                          | Încarcă foto \| video | Raportează eroare |
| DB-II-a-B-17523                      | Ansamblul rural                                                                                                 | sat Gura Bărbulețului; comuna Bărbulețu     | Centrul Satului - până la limita posterioară a loturilor. Delimitare cf. PUG avizat                                         | sf. sec. XIX                       | Încarcă foto \| video | Raportează eroare |
| DB-II-m-B-17524                      | Capela din cimitir a parohiei „Sf. Nicolae”                                                                     | sat Gura Foii; comuna Gura Foii             | | 1900                               | Încarcă foto \| video | Raportează eroare |
| DB-II-m-B-17525                      | Ruinele Bisericii „Adormirea Maicii Domnului”                                                                   | sat Gura Ocniței; comuna Gura Ocniței       | | sec. XVII - XVIII                  | Încarcă foto \| video | Raportează eroare |
| DB-II-m-B-17526                      | Biserica „Sf. Nicolae”, „Sf. Pantelimon”, „Sf. Paraschiva”                                                      | sat Gura Ocniței; comuna Gura Ocniței       | | 1809                               | Încarcă foto \| video | Raportează eroare |
| DB-II-a-B-17527                      | Colonia muncitorească a Societății „Concordia”                                                                  | sat Gura Ocniței; comuna Gura Ocniței       | | 1920                               | Încarcă foto \| video | Raportează eroare |
| DB-II-m-B-17528 (RAN: 67657.01)      | Biserica „Duminica Tuturor Sfinților”                                                                           | sat Gura Șuții; comuna Gura Șuții           | | înc. sec. XIX                      | Încarcă foto \| video | Raportează eroare |
| DB-II-m-B-17529 (RAN: 66027.01)      | Biserica „Înălțarea Domnului”-Fusea                                                                             | sat Gura Vulcanei; comuna Vulcana-Pandele   | Str. Malul Mătușii | 1779-1832, ref. 1862               | Încarcă foto \| video | Raportează eroare |
| DB-II-m-B-17530                      | Casa Ion Popa Cârstea                                                                                           | sat Gura Vulcanei; comuna Vulcana-Pandele   | Str. Valea Neagră | 1880-1900                          | Încarcă foto \| video | Raportează eroare |
| DB-II-m-B-17531                      | Casa Alexandru Olteanu                                                                                          | sat Gura Vulcanei; comuna Vulcana-Pandele   | Str. Valea Neagră | 1900                               | Încarcă foto \| video | Raportează eroare |
| DB-IV-m-B-17819                      | Casă în care a locuit criticul literar Vladimir Streinu                                                         | oraș Găești                                 | Str. Gării 24 |                                    | Încarcă foto \| video | Raportează eroare |
| DB-IV-m-A-17820                      | Cruce de piatră                                                                                                 | sat Gemenea-Brătulești; comuna Voinești     | Lângă Monumentul Eroilor 45.1122°N 25.223°E                                                                                 | 1712                               |                       | Raportează eroare |
| DB-IV-m-A-17821                      | Cruce de piatră                                                                                                 | sat Gheboieni; comuna Tătărani              | În dreptul casei lui Gheorghe Săvulescu 44.9758°N 25.3044°E                                                                 | sec. XVIII                         |                       | Raportează eroare |
| DB-IV-m-A-17822                      | Crucea de piatră de la „Bolbocea”                                                                               | sat Gheboieni; comuna Tătărani              | Pe marginea șoselei, între Km 15 și Km 16, în dreptul casei nr. 98 44.9759°N 25.3041°E                                      | 1641                               |                       | Raportează eroare |
| DB-IV-m-A-17516.05                   | Cavoul Irinei N. Ghica (1869-1906)                                                                              | localitate componentă Ghergani; oraș Răcari | DN71, lângă capela familiei Ion Ghica                                                                                       | 1906                               | Încarcă foto \| video | Raportează eroare |
| DB-IV-m-A-17516.06                   | Cavoul aviatorului Ionel N. Ghica (1904-1932)                                                                   | localitate componentă Ghergani; oraș Răcari | DN71, lângă capela familiei Ion Ghica                                                                                       | 1932                               | Încarcă foto \| video | Raportează eroare |
| DB-IV-m-A-17823                      | Cruce de piatră                                                                                                 | sat Ghirdoveni; comuna I. L. Caragiale      | | sec. XVII                          | Încarcă foto \| video | Raportează eroare |
| DB-IV-m-A-17824                      | Casa gravorului Gabriel Popescu                                                                                 | sat Gura Vulcanei; comuna Vulcana-Pandele   | Str. Muzeului 45.02886°N 25.39843°E                                                                                         | 1902 Alexandre Clavel              |                       | Raportează eroare |